# Eschborn–Frankfurt 2024
61. ročník jednodenního cyklistického závodu Eschborn–Frankfurt se konal 1. května 2024 v německém městě Frankfurt nad Mohanem a okolí. 
Vítězem se stal Belgičan Maxim Van Gils z týmu Lotto–Dstny. Na druhém a třetím místě se umístili Španěl Alex Aranburu (Movistar Team) a Američan Riley Sheehan (Israel–Premier Tech). Závod byl součástí UCI World Tour 2024 na úrovni 1.UWT a byl dvacátým prvním závodem tohoto seriálu.

## Týmy
Závodu se zúčastnilo 14 z 18 UCI WorldTeamů a 5 UCI ProTeamů. Celkem se na start postavilo 133 závodníků. Do cíle ve Frankfurtu nad Mohanem dojelo 96 z nich.
UCI WorldTeamy
- Alpecin–Deceuninck
- Arkéa–B&B Hotels
- Cofidis
- Decathlon–AG2R La Mondiale
- EF Education–EasyPost
- Intermarché–Wanty
- Lidl–Trek
- Movistar Team
- Red Bull–Bora–Hansgrohe
- Soudal–Quick-Step
- Team Bahrain Victorious
- Team dsm–firmenich PostNL
- Team Jayco–AlUla
- UAE Team Emirates

UCI ProTeamy
- Israel–Premier Tech
- Lotto–Dstny
- Q36.5 Pro Cycling Team
- Tudor Pro Cycling Team
- Uno-X Mobility

## Výsledky
| Pořadí | Jezdec                     | Tým                       | Čas        |
| ------ | -------------------------- | ------------------------- | ---------- |
| 1      | Maxim Van Gils (BEL)       | Lotto–Dstny               | 4h 46' 48" |
| 2      | Alex Aranburu (ESP)        | Movistar Team             | + 0"       |
| 3      | Riley Sheehan (USA)        | Israel–Premier Tech       | + 0"       |
| 4      | Lukas Nerurkar (GBR)       | EF Education–EasyPost     | + 0"       |
| 5      | Roger Adrià (ESP)          | Red Bull–Bora–Hansgrohe   | + 0"       |
| 6      | Kobe Goossens (BEL)        | Intermarché–Wanty         | + 0"       |
| 7      | Kevin Vermaerke (USA)      | Team dsm–firmenich PostNL | + 0"       |
| 8      | Søren Kragh Andersen (DEN) | Alpecin–Deceuninck        | + 0"       |
| 9      | Marc Hirschi (SUI)         | UAE Team Emirates         | + 0"       |
| 10     | Markus Hoelgaard (NOR)     | Uno-X Mobility            | + 0"       |